# Jez Kariba
Jez Kariba je betonski ločni jez z dvojno ukrivljenostjo v soteski Kariba v porečju reke Zambezi med Zambijo in Zimbabvejem. Jez je visok 128 metrov in dolg 579 metrov. Jez tvori zajezitveno jezero Kariba, ki se razteza 280 kilometrov in zadržuje 185 kubičnih kilometrov vode.

## Gradnja
Jez je bil zgrajen po naročilu vlade Federacije Rodezije in Nyasalanda, »federalne kolonije« znotraj Britanskega imperija. Dvoukrivljen betonski ločni jez je zasnoval Coyne et Bellier, med letoma 1955 in 1959 pa ga je zgradilo italijansko podjetje Impresit, kar je za prvo fazo, ki je vključevala le južno elektrarno Kariba, stalo 135.000.000 dolarjev. Končna gradnja in dodatek severne elektrarne Kariba, ki ga je zgradilo podjetje Mitchell Construction, je bila zaradi večinoma političnih težav končana šele leta 1977, skupni stroški pa so znašali 480.000.000 dolarjev. Med gradnjo je življenje izgubilo 86 gradbenih delavcev.
Jez je 17. maja 1960 uradno odprla kraljica Elizabeta, kraljica mati.

## Proizvodnja električne energije
Jez Kariba oskrbuje dele Zambije (Bakreni pas, angleško Copperbelt) in Zimbabveja z 2010 megavatov (2.700.000 KM) električne energije ter letno proizvede 6400 gigavatnih ur (23.000 TJ). Vsaka država ima svojo elektrarno na severnem oziroma južnem bregu jezu. Južna elektrarna, ki pripada Zimbabveju, obratuje od leta 1960 in ima šest generatorjev z zmogljivostjo 125 megavatov, kar skupaj znaša 750 megavatov.
Zimbabvejski finančni minister Patrick Chinamasa je 11. novembra 2013 napovedal, da se bo zmogljivost zimbabvejske (južne) hidroelektrarne Kariba povečala za 300 megavatov. Stroške nadgradnje objekta je podprla Kitajska s posojilom v višini 319 milijonov dolarjev. Sporazum je jasen primer zimbabvejske politike »Pogled proti vzhodu«, ki je bila sprejeta po sporu z zahodnimi silami. Gradnja širitve južnega jezu Kariba se je začela sredi leta 2014 in naj bi bila sprva končana leta 2019.
Marca 2018 je predsednik Emmerson Mnangagwa naročil dokončano širitev hidroelektrarne Kariba Jug. Dodatek dveh novih turbin z močjo 150 megavatov je povečal zmogljivost te elektrarne na 1050 megavatov. Širitev je izvedlo podjetje Sinohydro, stala pa je 533 milijonov ameriških dolarjev. Dela so se začela leta 2014 in so bila končana marca 2018.
Severna elektrarna, ki pripada Zambiji, obratuje od leta 1976 in ima štiri generatorje z močjo 150 megavatov vsak, kar skupaj znaša 600 megavatov; dela za povečanje te zmogljivosti za dodatnih 360 megavatov na 960 megavatov  so bila zaključena decembra 2013. Dodana sta bila dva dodatna generatorja z močjo 180 MW.

## Lokacija
Projekt jezu Kariba je načrtovala in izvedla vlada Federacije Rodezije in Njasalanda. Federacija se je pogosto imenovala Srednjeafriška federacija (CAF). CAF je bila »federalna kolonija« znotraj Britanskega imperija v južni Afriki, ki je obstajala od leta 1953 do konca leta 1963 in je obsegala nekdanjo samoupravno britansko kolonijo Južna Rodezija ter nekdanja britanska protektorata Severna Rodezija in Njasaland. Severna Rodezija se je že prej, leta 1953 (pred ustanovitvijo Federacije), odločila, da bo zgradila jez na svojem ozemlju, na reki Kafue, glavnem pritoku Zambezija. Bil bi bližje bakrenemu pasu Severne Rodezije, ki je potreboval več energije. To bi bil cenejši in manj grandiozen projekt z manjšim vplivom na okolje. Južna Rodezija, najbogatejša od treh, je nasprotovala jezu Kafue in vztrajala, da se jez namesto tega postavi pri Karibi. Tudi zmogljivost jezu Kafue je bila precej manjša od zmogljivosti jezu Kariba. Sprva je jez upravljala in vzdrževala Centralnoafriška energetska korporacija. Jez Kariba je zdaj v lasti in pod upravljanjem Uprave reke Zambezi, ki je v skupni in enakovredni lasti Zimbabveja in Zambije.
Od osamosvojitve Zambije so bili na reki Kafue zgrajeni trije jezovi: zgornji jez soteske Kafue, spodnji jez soteske Kafue in jez Itezhi-Tezhi.

## Vplivi na okolje

### Preseljevanje in preseljevanje prebivalstva
Zaradi izgradnje rezervoarja se je preselilo približno 57.000 prebivalcev, ki so živeli ob Zambeziju na obeh straneh.
Obstaja veliko različnih stališč o tem, koliko pomoči za preseljevanje je bilo namenjene razseljenim prebivalcem Tonge. Britanski avtor David Howarth je opisal prizadevanja v Severni Rodeziji:
»Počne se vse, kar lahko vlada stori z omejenim proračunom. Zasajeni so bili demonstracijski vrtovi, da bi se Tonga naučila bolj razumnih metod kmetovanja in da bi poskušali najti tržne pridelke, ki jih lahko gojijo. Hribovito zemljišče je bilo preorano v grebenskih konturah, da bi se zaščitilo pred erozijo. V Sinazongveju je namakani vrt pridelal ogromen pridelek papaj, banan, pomaranč, limon in zelenjave ter pokazal, da bi lahko ostanke doline obogatili, če bi le našli denar za namakanje. Organizirani so bili zadružni trgi in Tonga se uči, kako jih voditi. Podjetni Tonga je dobila posojila, da bi se lahko ustalili kot kmetje. Zgrajenih je bilo več šol, kot jih je Tonga kdaj koli prej, večina Tonge pa je zdaj na dosegu ambulant in bolnišnic.«
Antropolog Thayer Scudder, ki preučuje te skupnosti od konca 1960-ih, je zapisal:
»Danes je večina še vedno 'razvojnih beguncev'.« Mnogi živijo na manj produktivnih, problematičnih območjih, od katerih so bila nekatera v zadnji generaciji tako resno degradirana, da spominjajo na zemljišča na robu Sahare.«
Ameriški pisatelj Jacques Leslie se je v knjigi Deep Water (2005) osredotočil na stisko ljudi, ki jih je razselil jez Kariba, in ugotovil, da se je situacija od 1970-ih le malo spremenila. Po njegovem mnenju Kariba ostaja najhujša katastrofa zaradi ponovne naselitve zaradi jezu v afriški zgodovini.

### Rečna ekologija
Jez Kariba nadzoruje 90 % celotnega odtoka reke Zambezi, s čimer dramatično spreminja ekologijo spodnjega toka.

### Reševanje prostoživečih živali
Med letoma 1958 in 1961 je operacija Noah ujela in odstranila približno 6000 velikih živali in številne majhne, ki jih je ogrožala naraščajoča gladina jezera.

## Nedavne dejavnosti
6. februarja 2008 je BBC poročal, da bi lahko močno deževje povzročilo izpust vode iz jezu, zaradi česar bi se moralo evakuirati 50.000 ljudi dolvodno.
Naraščajoča gladina vode je marca 2010 odprla zapornice, kar je zahtevalo evakuacijo 130.000 ljudi, ki so živeli v poplavni ravnici, in povzročilo zaskrbljenost, da se bodo poplave razširile na bližnja območja.
Marca 2014 so inženirji na konferenci, ki jo je organizirala uprava reke Zambezi, opozorili, da so temelji jezu oslabljeni in da obstaja možnost, da se jez poruši, če se ne izvedejo popravila.
3. oktobra 2014 je BBC poročal, da je »jez Kariba v nevarnem stanju. Odprt je bil leta 1959 in zgrajen na na videz trdni bazaltni podlagi. Toda v zadnjih 50 letih so hudourniki iz preliva erodirali to skalno podlago in izdolbli ogromen krater, ki je podkopal temelje jezu. … inženirji zdaj opozarjajo, da se bo brez nujnih popravil celoten jez zrušil. Če bi se to zgodilo, bi cunamiju podoben vodni zid preplavil dolino Zambezi in v osmih urah dosegel mejo z Mozambikom. Hudournik bi preplavil mozambiški jez Cahora Bassa in uničil 40 % hidroelektrarne v južni Afriki. Poleg uničenja divjih živali v dolini uprava reke Zambezi ocenjuje, da so ogrožena življenja 3,5 milijona ljudi.«
Junija 2015 je Inštitut za obvladovanje tveganj v Južni Afriki zaključil poročilo o raziskavi tveganj z naslovom Vpliv okvare jezu Kariba. Zaključek je bil: »Čeprav lahko razpravljamo o tem, ali bo jez Kariba porušil, zakaj bi se to lahko zgodilo in kdaj, ni dvoma, da bi bil vpliv na celotno regijo uničujoč.«
Januarja 2016 so poročali, da se je gladina vode na jezu znižala na 12 % zmogljivosti. Gladina se je znižala za 5,58 metra, kar je le 1,75 metra nad minimalno obratovalno gladino za hidroelektrarne. Zaradi nizke količine padavin in prekomerne porabe vode v elektrarnah je rezervoar skoraj prazen, kar povečuje možnost, da se bosta tako Zimbabve kot Zambija soočila s pomanjkanjem vode.
Julija in septembra 2018 je časopis The Lusaka Times poročal, da so se začela dela v zvezi s potopnim bazenom in razpokami v zidu jezu.
Bloomberg je 22. februarja 2019 poročal, da je »Zambija zaradi hitro padajoče gladine vode zmanjšala proizvodnjo hidroelektrarn na jezu Kariba«, vendar »Zambija zaradi pomanjkanja ne pričakuje izpadov električne energije«. 5. avgusta istega leta je ista publikacija poročala, da je akumulacijsko jezero skoraj prazno in da bo morda treba ustaviti proizvodnjo hidroelektrarn.
Od novembra 2020 je gladina vode v akumulacijskem jezu Kariba ostala stabilna okoli 25 % zmogljivosti, kar je skoraj polovico več kot novembra 2019. Uprava reke Zambezi je izjavila, da je optimistična glede ocen padavin za deževno sezono 2020/2021, saj je za proizvodnjo energije namenila večjo količino vode. Takrat je akumulacijsko jezero vsebovalo 15,77 milijarde kubičnih metrov vode, pri čemer je bila vodna gladina približno 478,30 metra, kar je tik nad minimalno zmogljivostjo za proizvodnjo energije 475,50 metra.
Februarja 2022 je bilo poročano, da od leta 2017 potekajo sanacijska dela na jezu Kariba. Uprava reke Zambezi (ZRA) je sporočila, da naj bi bila dela na projektu obnove jezu Kariba (KDRP), ki vključujejo prizadevanja za preoblikovanje potopnega bazena in obnovo prelivnih vrat, končana leta 2025. Obnovo jezu financirajo Evropska unija (EU), Svetovna banka, švedska vlada in Afriška razvojna banka (AfDB), pri čemer vlada Zambije in Zimbabveja prispevata sofinanciranje. Cilj projekta je zagotoviti strukturno celovitost jezu Kariba in zagotoviti trajnostno proizvodnjo energije predvsem v korist prebivalcev Zimbabveja in Zambije ter širšega območja Južnoafriške razvojne skupnosti. Dela na preoblikovanju potopnega bazena vključujejo obsežno izkopavanje kamnine v obstoječem bazenu, da se pomaga pri stabilizaciji potopnega bazena in prepreči dodatno drgnjenje ali erozija vzdolž šibke prelomne cone proti temeljim jezu. Ta preoblikovalna dela bodo izvedena z izgradnjo začasnega vodotesnega kesona, ki bo dokončal preoblikovalna dela v suhih razmerah. Energetska kriza zaradi suše in nizke gladine vode se je nadaljevala v januarju 2023, gladina vode pa je padla na le 1 % zmogljivosti, proizvodnja pa je bila za delček dneva omejena na 800 MW.
Industrijski uporabniki energije so predlagali plavajočo sončno elektrarno z močjo 250 MW na jezeru Kariba za izboljšanje zanesljivosti električne energije.